# Jiulong (socken i Kina, Guangxi)
Jiulong (kinesiska: 九龙乡, 九龙) är en socken i Kina. Den ligger i den autonoma regionen Guangxi, i den södra delen av landet, omkring 310 kilometer nordost om regionhuvudstaden Nanning.
Genomsnittlig årsnederbörd är 2 260 millimeter. Den regnigaste månaden är juni, med i genomsnitt 376 mm nederbörd, och den torraste är oktober, med 44 mm nederbörd.